# Marquesado de Casa Peñalver
El marquesado de Casa Peñalver es un título nobiliario español, creado el 4 de abril de 1790 por el rey Carlos IV de España, para Gabriel de Peñalver y Calvo de la Puerta, regidor perpetuo y alcalde de la ciudad de La Habana.

## Marqueses de Casa Peñalver
|                        | Titular                                             | Periodo                |
| Creación por Carlos IV | Creación por Carlos IV                              | Creación por Carlos IV |
| ---------------------- | --------------------------------------------------- | ---------------------- |
| I                      | Gabriel de Peñalver y Calvo de La Puerta            | 1790-1812              |
| II                     | Sebastián José de Peñalver y Barreto                | 1812-1856              |
| III                    | Sebastián José de Peñalver y Sánchez de Carmona     | 1856-1870              |
| IV                     | Sebastián José de los Santos de Peñalver y Peñalver | 1871-1886              |
| V                      | María de los Desamparados de Peñalver y Cárdenas    | 1888-1916              |
| VI                     | María Josefa Armenteros de Peñalver                 | 1916-1956              |
| VII                    | Esther María Romero de Juseu y Armenteros           | 1957-1968              |
| VIII                   | Esther María Koplowitz y Romero de Juseu            | 1969-2019              |
| IX                     | Esther Alcocer Koplowitz                            | 2019-actualidad        |

## Historia de los marqueses de Casa Peñalver
- Gabriel de Peñalver y Calvo de La Puerta (baut. catedral de La Habana, 31 de julio de 1736-19 de julio de 1812), I marqués de Casa Peñalver.[2]

Casó el 10 de diciembre de 1757 con Tomasa Barreto y Valdés, hija del I conde de Casa Barreto. Era hijo de Sebastián Angulo y Calvo de la Puerta y de Josefa Calvo de la Puerta y Arango.
Su hija María Josefa de Peñalver y Barreto casó con Miguel de Cárdenas y Santa Cruz, hijo del I marqués de Cárdenas de Montehermoso, y fue la madre de Miguel de Cárdenas y Peñalver, I marqués de Campo Florido, y la abuela de Gabriel de Cárdenas y Cárdenas, I marqués de Bellavista. Su hijo Juan Crisóstomo de Peñalver y Barreto, fue el I conde de San Fernando de Peñalver. Le sucedió en el marquesado de Casa Peñalver su hijo mayor:
- Sebastián José de Peñalver y Barreto (baut. Catedral de La Habana, 8 de febrero de 1760-1823), II marqués de Casa Peñalver.[5]

Casó en primeras nupcias en 1778 con María Josefa Sánchez de Carmona y Hechevarría, hija de Francisco Xavier Sánchez de Carmona y de Nicolasa Hechevarría y Nieto de Villalobos. Contrajo un segundo matrimonio el 2 de diciembre de 1805 con Bárbara O'Farrill y Herrera. Le sucedió su hijo del primer matrimonio:
- Sebastián José de Peñalver y Sánchez de Carmona (baut. catedral de La Habana, 21 de febrero de 1791-6 de noviembre de 1870), III marqués de Casa Peñalver.[6]

Casó el 12 de febrero de 1820 con María de la Concepción Peñalver y Cárdenas, hija de Nicolás Peñalver y Cárdenas, alcalde ordinario de La Habana y caballero de la Orden de Carlos III, y de María Luisa de Cárdenas y Santa Cruz, y hermana del I conde de Peñalver. Le sucedió su hijo:
- Sebastián José de los Santos de Peñalver y Peñalver (m. La Habana, 14 de abril de 1886), IV marqués de Casa Peñalver.[7]

Casó con María Josefa de la Concepción de Cárdenas y Armenteros, hija de Gabriel María de Cárdenas y Beitia, IV marqués de Cárdenas de Montehermoso, y de María de los Dolores Armenteros y Armona. Le sucedió su única hija:
- María de los Desamparados de Peñalver y Cárdenas (n. La Habana, 13 de enero de 1864)  V marquesa de Casa Peñalver.[7]

Casó en La Habana, el 22 de diciembre de 1883, con Ricardo Adriano Armenteros y Ovando, hijo de Pedro Armenteros y del Castillo y de Adela Ovando y Duarte. Sucedió su hija:
- María Josefa Armenteros de Peñalver (La Habana, 2 de noviembre de 1884-Madrid, 25 de mayo de 1970), VI marquesa de Casa Peñalver y VI marquesa de Cárdenas de Montehermoso.[8][9]

Casó en Madrid, el 14 de febrero de 1908, con José de Jesús Romero de Juseu y Lerroux (1885-1966), natural de Cabra, Córdoba, gran cruz de la orden de San Gregorio el Magno, caballero secreto de capa y espada, y de la Hermandad de Nuestra Señora de la Caridad de Illescas. Padres de: José Arturo Romero de Juseu y Armenteros (1912-1975), VII marqués de Cárdenas de Montehermoso, V marqués de Campo Florido y V marqués de Bellavista, sin descendencia; Esther María Romero de Juseu y Armenteros, que sigue como VII marquesa de Casa Peñalver; Enrique Romero de Juseu y Armenteros (1917-2013), VIII marqués de Cárdenas de Montehermoso, VI marqués de Campo Florido y VI marqués de Bellavista; y María Josefa Romero de Juseu y Armenteros, marquesa de Loja. Le sucedió, por cesión, su hija:
- Esther María Romero de Juseu y Armenteros (Barcelona, 30 de noviembre de 1914-Madrid, 14 de diciembre de 1968), VII marquesa de Casa Peñalver.[10]

Casó en 1946 con Ernesto Koplowitz y Sternberg (1908-1962). Son sus hijas: Esther María Koplowitz y Romero de Juseu, que sigue como VIII marquesa de Casa Peñalver; y Alicia Koplowitz y Romero de Juseu (n. Madrid, 12 de septiembre de 1952), VII marquesa de Bellavista y VII marquesa del Real Socorro. Le sucedió en 1969, por distribución y posterior fallecimiento, su hija:
- Esther María Koplowitz y Romero de Juseu (n. Madrid, 10 de agosto de 1950), VIII marquesa de Casa Peñalver,[11] X marquesa de Cárdenas de Montehermoso, VII marquesa de Campo Florido y VII condesa de Peñalver.

Casó en primeras nupcias, en 1969, con Alberto Alcocer Torra. Contrajo un segundo matrimonio en 2003 con Fernando Falcó y Fernández de Córdoba, III marqués de Cubas. Son sus hijas: Esther Alcocer Koplowitz, que sigue como IX marquesa de Casa Peñalver; Alicia Alcocer Koplowitz (n. Madrid, 10 de octubre de 1971) , VIII  marquesa de Campo Florido; y Carmen Alcocer Koplowitz (Madrid, 1 de enero de 1974), VIII condesa de Peñalver. Le sucedió en 2019, por cesión, su hija:
- Esther Alcocer Koplowitz (Madrid, 10 de noviembre de 1970), IX y actual marquesa de Casa Peñalver.[12]

Casó con Pablo Santos Tejedor.